# 比特费尔德-沃尔芬
比特费尔德-沃尔芬（德語：Bitterfeld-Wolfen，發音：[ˈbɪtɐfɛltˌvɔlfn̩] ⓘ）是德国萨克森-安哈尔特州安哈尔特-比特费尔德县的城市，面积86.96平方千米，2023年12月31日人口为37,850人，是安哈尔特-比特费尔德县最大的城市。该市镇于2007年7月1日由市镇比特费尔德和沃尔芬合并而成。